# Saiyaara
Pour plus de détails, voir Fiche technique et Distribution.
Saiyaara (« Étoile errante ») est un film dramatique romantique musical indien en langue hindi de 2025 réalisé par Mohit Suri. Produit sous la bannière de Yash Raj Films, il met en vedette les débutants Ahaan Panday et Aneet Padda . Il est vaguement basé sur le film coréen de 2004 A Moment To Remember. Le film suit Krish Kapoor, un musicien tourmenté, qui développe une relation profonde avec Vaani Batra, une poétesse timide.
Saiyaara est sorti le 18 juillet 2025 et a reçu des critiques globalement positives. Les performances d’Ahaan Panday et d'Aneet Padda, la réalisation de Suri ainsi que la bande sonore ont été particulièrement saluées, tandis que le scénario et l’écriture ont suscité des critiques,.

## Synopsis
Krish Kapoor est un musicien talentueux, en proie à des tourments émotionnels alors qu’il tente de percer dans l’industrie musicale. Luttant contre un traumatisme non résolu, il canalise ses problèmes à travers sa musique, ce qui se traduit souvent par des comportements erratiques et autodestructeurs. Sa vie prend un tournant important lorsqu’il rencontre Vaani Batra, une stagiaire travaillant comme pigiste dans une maison d’édition. En découvrant la poésie profondément personnelle de Vaani, Krish y voit non seulement un potentiel artistique, mais aussi la possibilité d’une connexion authentique.
Alors qu’ils collaborent sur leur musique, Vaani, en proie à une dépression depuis qu'elle a été abandonnée le jour de son mariage avec son petit ami de longue date, Mahesh, commence à retrouver des forces grâce à sa relation avec Krish. Leur partenariat favorise une guérison mutuelle : Vaani s’ouvre peu à peu et sort de sa réserve, tandis que Krish trouve un ancrage et une stabilité au contact de Vaani. La première moitié du film illustre avec sensibilité leur reconstruction émotionnelle et l’évolution de leur collaboration artistique.
Cependant, le récit prend un tournant poignant lorsque Vaani est diagnostiquée avec une forme précoce de la maladie d’Alzheimer, ce qui la pousse à oublier non seulement les détails du quotidien, mais aussi son amour pour Krish. Dans un premier temps, elle choisit de lui cacher son diagnostic, et la situation se complique davantage avec la réapparition de Mahesh, son ancien petit ami, qui tente de profiter de l’état de Vaani. Dans un moment de détresse, Vaani appelle Krish par le nom de Mahesh, révélant ainsi toute la charge émotionnelle de la situation. Krish encaisse cette douleur en silence.
Malgré ces épreuves, Krish reste profondément attaché à Vaani. Il lui raconte l’histoire d’un ami dont la petite amie s’éloigne peu à peu, ce qui inspire Vaani à écrire la chanson Saiyaara, convaincue que cette œuvre aidera la jeune femme à rester. Lorsque Vaani disparaît soudainement de la vie de Krish, celui-ci s’appuie sur le succès de Saiyaara pour la retrouver. Ses efforts finissent par transformer la chanson en un véritable phénomène mondial.
Alors qu’il se prépare pour un concert international au stade de Wembley, Krish tombe sur une vidéo virale montrant Vaani dans l’Himachal Pradesh. Il laisse tout derrière lui pour partir à sa recherche et la retrouve dans un ashram, où elle ne garde aucun souvenir de lui. Grâce à des souvenirs nostalgiques qu’il évoque avec tendresse, Krish parvient peu à peu à raviver sa mémoire, jusqu’à ce que Vaani finisse par le reconnaître à nouveau.
Le film se conclut par Krish et Vaani célébrant leur amour lors du concert à Wembley, une célébration qui atteint son apogée avec leur mariage.

## Distribution
- Ahaan Panday : Krish Kapoor
- Aneet Padda : de Vaani Batra
- Geeta Agarwal : la mère de Vaani
- Rajesh Kumar : le père de Vaani
- Varun Badola : Ashok Kapoor, le père de Krish
- Shaad Randhawa : Prince
- Sid Makkar : Vinit Rawal
- Alam Khan : KV
- Shaan Groverr : Mahesh Iyer, l'ancien fiancée de Vaani
- Neil Dutta : Cleo Matthews
- Anngad Raaj : Rudransh "Ruddy" Batra
- Ritika Murthy : Neha
- Mohit Wadhwa : Rick
- Meher Acharia Dar : Dr Khyati
- Ranauk Kumar Rawat : Vivaan

## Fiche technique
- Réalisation : Mohit Suri
- Scénario : Sankalp Sadanah
- Dialogues : Rohan Shankar
- Musique : John Stewart Eduri
- Photographie : Vikas Sivaraman
- Montage :  Rohit Makwana, Devendra Murdeshwar
- Production : Yash Raj Films
- Langue : hindi
- Pays d'origine : Inde
- Date de sortie :
  - 18 juillet 2025 en Inde
  - 18 juillet 2025 en France
- Format : Couleurs
- Genre :
- Durée : 156 minutes

## Production
Le film a été officiellement annoncé par Yash Raj Films, avec Mohit Suri comme réalisateur. Ahaan Panday et Aneet Padda ont été choisis pour les rôles principaux,. Le tournage principal a commencé en septembre 2024 et s'est terminé en mars 2025,.
Dans une interview, Suri a révélé que le projet avait été initialement imaginé par lui comme un éventuel troisième volet de la franchise Aashiqui, mais que cela ne s'était pas concrétisé avec les producteurs concernés. Inspiré par le documentaire The Romantics sur Netflix, il a alors commencé à développer de manière indépendante l’histoire, intitulée Saiyaara. Cependant, Akshaye Widhani, PDG de Yash Raj Films, a fini par rejoindre le projet pour le produire et le soutenir sous la bannière de Yash Raj Films.

## Bande sonore
L’album musical se compose de 7 chansons, composées par Mithoon, Tanishk Bagchi, Faheem Abdullah, Arslan Nizami, Vishal Mishra, Sachet-Parampara et The Rish (Rishabh Kant), avec des paroles écrites par Irshad Kamil, Mithoon, Rishabh Kant et Raj Shekhar. La musique de fond a été composée par John Stewart Eduri, qui a remplacé le collaborateur habituel de Suri, Raju Singh. Les voix ont été assurées par Arijit Singh, Jubin Nautiyal, Shreya Ghoshal, Shilpa Rao, Vishal Mishra, Sachet-Parampara, Faheem Abdullah et Hansika Pareek. 
L'album de la bande originale est sorti le 4 juillet 2025.

## Commercialisation
Le teaser du film est sorti le 30 mai 2025. La bande-annonce est sortie le 8 juillet 2025. Panday et Padda n'ont pas fait la promotion du film avant sa sortie, car Suri voulait que le public découvre le duo pour la première fois sur grand écran.

## Sortie en salle
Le film a reçu un certificat U/A du CBFC. Saiyaara est sorti en salles le 18 juillet 2025.

## Réception

### Box-office
Saiyaara a connu un démarrage solide, rapportant environ 287,5 millions de roupies indiennes (environ 3,4 millions de dollars US / 3,1 millions d’euros) dans le monde dès son premier jour, ce qui constitue le meilleur démarrage pour un film hindi avec un acteur principal masculin débutant. Le film a généré environ 1,19 milliard de roupies indiennes (environ 14 millions de dollars US / 13 millions d’euros) dans le monde durant son week-end d’ouverture,.

### Critiques
Taran Adarsh de Bollywood Hungama a donné une note de 4,5 sur 5 et a écrit : « Dans l'ensemble, Saiyaara est une saga musicale émouvante, portée par la mise en scène habile de Mohit Suri, une romance sincère, une musique à succès et des performances principales exceptionnelles. Rishil Jogani de Pinkvilla a donné une note de 3,5 sur 5 et a écrit : « Saiyaara est un drame romantique magnifiquement conçu qui triomphe grâce à ses performances exceptionnelles, sa musique enchanteresse et la mise en scène magistrale de Mohit Suri. Malgré une intrigue familière, la profondeur émotionnelle et l'alchimie sincère du film en font un incontournable. » Rishabh Suri du Hindustan Times a donné la note de 3,5 sur 5 et a écrit : « Dans l'ensemble, Saiyaara n'innove peut-être pas en termes de narration, mais il touche les bonnes cordes émotionnelles. C'est un film qui comprend son public et le livre avec sincérité. Il offre juste ce qu'il faut pour vous faire ressentir des émotions, et parfois, c'est plus que suffisant. Radhika Sharma de NDTV a attribué au film la note de 3 sur 5 et a écrit : « L'histoire est aussi vieille que le monde. Un mauvais garçon rencontre une bonne fille, des étincelles jaillissent, puis il y a le chagrin, le sacrifice et les retrouvailles. » Vinamra Mathur de Firstpost a attribué la note de 3 sur 5 et a écrit : « Ahaan Panday et Aneet Padda naviguent à travers cette histoire d'amour désordonnée et imparfaite. »
Vineeta Kumar d' India Today a attribué la note 3,5 sur 5 et a écrit : « Saiyaara ne promet pas la plus belle histoire d'amour ni les performances les plus éblouissantes. Mais il vous tient la main, chante à votre cœur brisé et vous accompagne un moment. C'est divertissant, émouvant et musical – une œuvre cinématographique où les défauts sont visibles, mais le cœur aussi. » Kusumika Das de Times Now a attribué 2,5 sur 5 et a écrit : « L'âme du film réside dans les performances des acteurs. Il y a des éclairs de génie – des répliques comme « Mera na hona, tumhare bade hone ka wajah banega » font écho à la magie classique de Mohit Suri. Mais dans l'ensemble, Saiyaara donne l'impression d'avoir visé les étoiles et d'avoir seulement effleuré les nuages. » Aishwarya Vasudevan d' OTTplay a donné 3 sur 5 étoiles et a écrit : « Saiyaara ne réinvente pas la roue de l'amour, mais il la fait tourner avec cœur. Si son histoire peut faire écho à des accords familiers, l'harmonie entre Ahaan Panday et Aneet Padda touche juste. » Jaya Dwivedie d'India TV a donné 3 sur 5 étoiles et a écrit : « Saiyaara est une histoire d'amour au rythme lent qui tente de toucher le cœur du public malgré son caractère inhabituel et incomplet. »